# Le ombre si vendicano!
Le ombre si vendicano! è la nona storia della serie horror per ragazzi La Strada della Paura, scritta da R. L. Stine. È stata la nona ad essere pubblicata in Italia.

## Trama
Vinny Salvo è un ragazzo piuttosto abile con le ombre cinesi. Un giorno però le ombre si stufano di essere il giocattolo di Vinny e cominciano a tormentarlo, una in particolare che sembra addirittura volersi vendicare succhiandogli la vita, trasformando lui in un'ombra e cercando di prendere il suo posto nel mondo reale.